# Torre del Fraret
La Torre del Fraret és un monument del municipi de Vila-sana (Pla d'Urgell) inclòs en l'Inventari del Patrimoni Arquitectònic de Catalunya.

## Descripció
Edifici de tres plantes. Consta d'un cos central i un annex posterior. La part inferior de la façana és de pedra i morter, la resta és de paret de tàpia. A la planta baixa hi ha una sola porta d'accés. A la llinda, emmarcada en un gravat decoratiu hi ha la data: 1766. La planta noble té dues finestres d'arc rebaixat. Al pis superior les obertures en ull de bou se situen just per sobre de les finestres de la planta noble.
Queden les restes d'un pou. El basament està format per quatre lloses de pedra, unides en forma de creu. A la part superior resta una columna, que indica l'anterior existència d'un allindament.

## Història
El matrimoni Teixidior d'Utxafava va deixar, al morir sense descendència, la seva casa, edificada per un tal Teixidó de Golmés l'any 1766, i d'altres propietats per a un "Benefici" (1791). El primer "beneficiat" fou Jaume Boldú, nebot del matrimoni. Després de la Casa Vella, de Cal Segarra d'Ivars i de Cal Senyor és una de les primeres edificacions de la vila.